# Dokija Humenna
Dokija Kusmiwna Humenna (ukrainisch Докія Кузьмівна Гуменна, russisch Евдокия Кузьминична Гуменная Jewdokija Kusminitschna Gumennaja, englisch Dokiya Humenna; * 23. Februarjul. / 7. März 1904greg. in Schaschkiw, Gouvernement Kiew, Russisches Kaiserreich; † 4. April 1996 in New York, Vereinigte Staaten) war eine ukrainische Schriftstellerin.

## Leben
Dokija Humenna kam in Schaschkiw im Ujesd Taraschtscha in der heute ukrainischen Oblast Tscherkassy zur Welt
und besuchte dort das Gymnasium. Von 1920 an besuchte sie die neu gegründete pädagogische Schule in Stawyschtsche, wo sie stark von ihrem Lehrer und Mentor, dem bukowinischen Symbolisten Dmytro Sahul, beeinflusst wurde. Anschließend studierte sie am Institut für öffentliche Bildung in Kiew bei Oleksandr Ohloblyn, Mykola Serow und Pawlo Fylypowytsch. Ihr erstes Essay In der Steppe (У степу) wurde 1924, mit Unterstützung von Serhij Pylypenko (Сергій Володимирович Пилипенко; 1891–1934), in der Zeitschrift Landwirtschaftlicher Proletarier (Сільсько-господарський пролетар) veröffentlicht. Dieses fand Anklang in den wichtigsten sowjetisch-ukrainischen Literaturzeitschriften und ebnete ihr den Weg zu einer Mitgliedschaft in der Union der ukrainischen sowjetischen Schriftsteller „Pluh“ (Плуг).
Nachdem sie 1926 das Studium absolviert hatte, zog sie, um Unterrichtserfahrung zu sammeln, für ein Jahr nach Saporischschja, um anschließend nach Kiew zurückzukehren. Nach einer 1928 unternommenen kreativen Reise zum Kuban schrieb sie die Kurzgeschichten Lysty s stepowoji Ukrajiny (Листи з степової України) und Ech, Kuban ty Kuban chliborobnaja (Ех, Кубань ти Кубань хліборобная, 1931), die eine scharfe Kritik des Regimes provozierten. Daraufhin wurde sie im März 1932 aus dem Schriftstellerverband „Pluh“ ausgeschlossen und weitere Veröffentlichungen wurden durch die Parteizensur verboten. Lediglich dem Leiter von „Pluh“ Serhij Pylypenko verdankte sie, dass sie schlimmeren Folgen entging.
Sie reiste hieraufhin für mehrere Monate nach Turkmenistan, wo sie Material zur Geschichte und Kultur der ansässigen Bevölkerung sammelte und orientalische Sprachen studierte.
1933 kehrte Dokia nach Kiew zurück, wurde jedoch nicht in die neu gegründete Union der Schriftsteller der Ukraine aufgenommen und verdiente ihren Lebensunterhalt in der folgenden Zeit mit Übersetzungen, Rezensionen und Korrekturlesen. In der Oblast Kiew war sie in der Nähe des Dorfes Chalepja 1937 an einer archäologischen Grabung einer Siedlung der Trypillja-Kultur beteiligt, an der u. a. auch Tatjana Passek teilnahm. Erst 1939 konnte sie, mit Unterstützung von Maksym Rylskyj, Petro Pantsch und Arkadi Ljubtschenko (Аркадій Панасович Любченко; 1899–1945), die Geschichte Wirs (Вірс) publizieren, die jedoch ebenfalls scharf kritisiert wurde.
Während des Zweiten Weltkriegs blieb sie zunächst in Kiew und arbeitete als wissenschaftliche Mitarbeiterin in einem Museumsarchiv. Im Frühjahr 1943 floh sie Richtung Westen nach Lwiw, wo sie bei der lokalen Presse tätig war. Nach dem Krieg wurde sie in den Jahren 1946 bis 1949 in einem Vertriebenenlager in Salzburg und anschließend in Deutschland interniert und trat währenddessen der künstlerisch-literarischen Organisation Mystetsky Ukrainsky Rukh (MUR) bei. Der in München ansässige Verlag „Ukrainian Tribune“ veröffentlichte 1948 vier Bände ihrer Romanchronik Kinder der Milchstraße. 1950 emigrierte sie nach New York, wo ihre Werke in zahlreichen Magazinen und Zeitungen veröffentlicht wurden.
Sie starb 92-jährig in New York City und wurde auf dem St.-Andrew-Friedhof in South Bound Brook, New Jersey bestattet.